# RIGOL Technologies

RIGOL Technologies (або RIGOL) — один із найбільших виробників контрольно-вимірювальних приладів. Компанія RIGOL була заснована у 1998 році, штаб-квартира знаходиться у Пекіні. Серед продукції компанії є цифрові осцилографи, аналізатори радіочастотного спектру, цифрові мультиметри, генератори сигналів, цифрові програмовані блоки живлення, прилади для високоефективної рідинної хроматографії (HPLC) і UV-vis спектрофотометрії, пристрої на базі ПК, сумісні зі стандартом LXI, та ін. 

## Історія компанії

Цифровий осцилограф RIGOL DS6102

1998 — у Пекіні було засновано компанію RIGOL Technologies, Inc. 
2000 — компанія RIGOL була включена в перелік високотехнологічних компаній Китаю.
2004 — всесвітньо відома компанія Agilent Technologies підписала контракт з RIGOL на виробництво і поставку на ринок осцилографів серії Agilent DSO3000.
2006 — RIGOL отримує сертифікацію ISO9001:2000.
2006 — стає другим в світі за обсягами виробником цифрових осцилографів бюджетного класу.
2006 — RIGOL отримує престижну нагороду у сфері інновацій "Annual Innovation Award" від EDN China за розробку цифрових осцилографів серії DS1000 разом з Local Innovation Company Award – нагородою в цій же сфері.
2007 — RIGOL запросили до складу комітету зі створення Національного стандарту Китаю GB/T 15289-07 «Загальні технічні характеристики і метод тестування цифрових запам'ятовуючих осцилографів».
2007 — RIGOL отримує сертифікацію Системи екологічного захисту і контролю ISO14001:2004.
2007 — компанія відкриває науково-дослідницький центр у Шанхаї.
2007 — RIGOL знову отримує нагороду EDN China Innovation Award.
2007 — RIGOL отримує нагороди CMIF та Beijing Municipal Science & Technology Commission Advanced Achievement Award.
2008 — тривала науково-дослідницька діяльність дає RIGOL змогу виготовляти обладнання, що відповідає стандарту LAN eXtensions for Instrumentation (LXI).
2008 — RIGOL сертифіковано як Муніципальний центр технологій Пекіну.
2009 — осцилографи RIGOL DS1052E та DS1102E отримують нагороду «Товар року» від видання “Electronic Products” зі Сполучених штатів.
2009 — стає першим офіційним Центром тестування класу LXI-C в Азії.
2009 — RIGOL стає п'ятою у світі компанією, що пропонує осцилографи зі смугою пропускання 1 ГГц (серія RIGOL DS6000).
2011 — RIGOL отримує одну з нагород R&D 100 Awards, які також називають «Оскарами у сфері інновацій», за розробку цифрового осцилографа RIGOL DS6104.
2014 — RIGOL запускає нові виробничі потужності в Сучжоу, за 80 кілометрів від Шанхаю. Там розміщено все виробництво обладнання, а також логістичний центр, робоче поселення, конференц-зали та нова частина дослідницької команди.

## Структура компанії
Головний офіс і центр досліджень та розвитку компанії розташовані в Пекіні, столиці Китайської Народної Республіки (кампус з територією 74 000 м2). Крім того, в травні 2014 року компанія запустила новий виробничо-технічний комплекс в Сучжоу (виробничий цех на 41 000 м2). RIGOL Technologies також має філії в Шанхаї і Тайбеї (Китай), Токіо (Японія), Портленді (США) і Мюнхені (Німеччина). RIGOL має 10 торгових представництв в Китаї, понад 150 їхніх дистриб'юторів або представників пропонують товари та послуги в більш ніж 80 країнах та регіонах по всьому світу. В компанії RIGOL в даний час працює понад 500 осіб, які займаються дослідженнями та розвитком, продажами та управлінням персоналом.
Офіційним представником RIGOL в Україні з 2008 року є торгова марка Masteram.ua.

## Сертифікації
Виробник сертифікований за стандартом Системи управління якістю ISO9001:2000 та Системи екологічного контролю ISO14001:2004. Ця компанія сертифікована у Китаї, як Національна компанія, що займається новими технологіями та інноваціями, технологічний центр підприємств провінції, і єдина офіційна лабораторія в Азії класу стандартів С, що займається LXI (розширення LAN для вимірювальних приладів). Вся продукція компанії сертифікована і відзначена стандартом CE (стандарт якості і безпеки Європейського Союзу) та TUV (IEC, VDE, Європейські норми безпеки).
Товарний знак RIGOL був зареєстрований в Китаї, Сполучених Штатах Америки, Японії і країнах-членах Мадридської системи і т. д. — загалом у понад 90 країнах і регіонах по всьому світу. RIGOL отримала міжнародні патенти і авторські права на програмне забезпечення до операційної системи комп'ютера на свої розробки. Компанія подала заявку на більш ніж 500 патентів, більшість заявок були задоволені.